# کو لی
کو لی (اوکراینی: Коу Лей؛ زادهٔ ۲۰ نوامبر ۱۹۸۷) یک بازیکن تنیس روی میز اهل اوکراین است. 
وی در مسابقات کشوری و بین‌المللی در مجموع برنده ۱ مدال برنز شده‌است.